# Lugusari
Lugusari is een bestuurslaag in het regentschap Pringsewu van de provincie Lampung, Indonesië. Lugusari telt 2669 inwoners (volkstelling 2010).